# 西塔拉姆·亚秋里
西塔拉姆·亚秋里（英語：Sitaram Yechury；1952年8月12日—2024年9月12日）是印度的一名共产主义政治家。他出生于泰米尔纳德邦的金奈。他毕业于贾瓦哈拉尔·尼赫鲁大学。2015年4月19日，他当选为印度共产党（马克思主义）中央委员会总书记，担任该职务直至逝世。